# Jailhouse Rock (nummer)
Jailhouse Rock is een single van Elvis Presley. De single werd op 24 september 1957 uitgegeven ter promotie van de gelijknamige film. Het lied verkocht dermate goed, dat het in diverse hitparades terechtkwam. Presley bezong een aantal personages die al dan niet werkelijk geleefd hebben. Zo was Shifty Henry een musicus uit Los Angeles, The Purple Gang bestond echt en "Sad Sack" was de aanduiding van een "loser" tijdens de Tweede Wereldoorlog. Het nummer bleef vanaf 1957 populair, een waslijst aan artiesten heeft het nummer gespeeld, maar dat leidde nergens tot betere verkoopcijfers dan dat van het origineel. De band Spider Murphy Gang ontleende haar naam aan een bende uit de film en uit het plaatje.

## Hitnoteringen
Het plaatje haalde bijna overal de hitparade; in de Verenigde Staten stond het zeven weken op de plaats nummer 1 in de Billboard Hot 100. Vlak daarna besteeg het de Britse hitparade naar nummer 1, welke plaats het drie weken behield in 1958.
In aanvulling op de single verscheen er ook een ep met overige muziek uit de film. Ook dat plaatje verkocht goed; er werden er twee miljoen stuks van verkocht in de VS. De tracks op die ep waren: Jailhouse Rock, Young and Beautiful, I Want to Be Free, Don't Leave Me Now en (You're So Square) Baby I Don't Care.
Onder meer in Nederland werd de single in 1973 en 2005 opnieuw uitgegeven en kwam (opnieuw) in de hitparades terecht.

### Nederlandse Top 40
| Hitnotering: 19-01-1974 t/m 16-03-1974 | Hitnotering: 19-01-1974 t/m 16-03-1974 | Hitnotering: 19-01-1974 t/m 16-03-1974 | Hitnotering: 19-01-1974 t/m 16-03-1974 | Hitnotering: 19-01-1974 t/m 16-03-1974 | Hitnotering: 19-01-1974 t/m 16-03-1974 | Hitnotering: 19-01-1974 t/m 16-03-1974 | Hitnotering: 19-01-1974 t/m 16-03-1974 | Hitnotering: 19-01-1974 t/m 16-03-1974 | Hitnotering: 19-01-1974 t/m 16-03-1974 | Hitnotering: 19-01-1974 t/m 16-03-1974 |
| Week:                                  | 1                                      | 2                                      | 3                                      | 4                                      | 5                                      | 6                                      | 7                                      | 8                                      | 9                                      |                                        |
| -------------------------------------- | -------------------------------------- | -------------------------------------- | -------------------------------------- | -------------------------------------- | -------------------------------------- | -------------------------------------- | -------------------------------------- | -------------------------------------- | -------------------------------------- | -------------------------------------- |
| Positie:                               | 23                                     | 11                                     | 7                                      | 5                                      | 6                                      | 9                                      | 14                                     | 28                                     | 40                                     | uit                                    |

### NederlandseSingle Top 100
| Hitnotering: (Week 1 t/m 7) 19-01-1974 t/m 02-03-1974 Hitnotering: (Week 8 t/m 11) 15-01-2005 t/m 05-02-2005 | Hitnotering: (Week 1 t/m 7) 19-01-1974 t/m 02-03-1974 Hitnotering: (Week 8 t/m 11) 15-01-2005 t/m 05-02-2005 | Hitnotering: (Week 1 t/m 7) 19-01-1974 t/m 02-03-1974 Hitnotering: (Week 8 t/m 11) 15-01-2005 t/m 05-02-2005 | Hitnotering: (Week 1 t/m 7) 19-01-1974 t/m 02-03-1974 Hitnotering: (Week 8 t/m 11) 15-01-2005 t/m 05-02-2005 | Hitnotering: (Week 1 t/m 7) 19-01-1974 t/m 02-03-1974 Hitnotering: (Week 8 t/m 11) 15-01-2005 t/m 05-02-2005 | Hitnotering: (Week 1 t/m 7) 19-01-1974 t/m 02-03-1974 Hitnotering: (Week 8 t/m 11) 15-01-2005 t/m 05-02-2005 | Hitnotering: (Week 1 t/m 7) 19-01-1974 t/m 02-03-1974 Hitnotering: (Week 8 t/m 11) 15-01-2005 t/m 05-02-2005 | Hitnotering: (Week 1 t/m 7) 19-01-1974 t/m 02-03-1974 Hitnotering: (Week 8 t/m 11) 15-01-2005 t/m 05-02-2005 | Hitnotering: (Week 1 t/m 7) 19-01-1974 t/m 02-03-1974 Hitnotering: (Week 8 t/m 11) 15-01-2005 t/m 05-02-2005 | Hitnotering: (Week 1 t/m 7) 19-01-1974 t/m 02-03-1974 Hitnotering: (Week 8 t/m 11) 15-01-2005 t/m 05-02-2005 | Hitnotering: (Week 1 t/m 7) 19-01-1974 t/m 02-03-1974 Hitnotering: (Week 8 t/m 11) 15-01-2005 t/m 05-02-2005 | Hitnotering: (Week 1 t/m 7) 19-01-1974 t/m 02-03-1974 Hitnotering: (Week 8 t/m 11) 15-01-2005 t/m 05-02-2005 | Hitnotering: (Week 1 t/m 7) 19-01-1974 t/m 02-03-1974 Hitnotering: (Week 8 t/m 11) 15-01-2005 t/m 05-02-2005 | Hitnotering: (Week 1 t/m 7) 19-01-1974 t/m 02-03-1974 Hitnotering: (Week 8 t/m 11) 15-01-2005 t/m 05-02-2005 |
| Week: | 1 | 2 | 3 | 4 | 5 | 6 | 7 | | 8 | 9 | 10 | 11 | |
| --- | --- | --- | --- | --- | --- | --- | --- | --- | --- | --- | --- | --- | --- |
| Positie: | 21 | 10 | 6 | 4 | 6 | 10 | 15 | uit | 20 | 19 | 35 | 81 | uit |

### VlaamseRadio 2 Top 30
| Hitnotering: 16-02-1974 t/m 30-03-1974 | Hitnotering: 16-02-1974 t/m 30-03-1974 | Hitnotering: 16-02-1974 t/m 30-03-1974 | Hitnotering: 16-02-1974 t/m 30-03-1974 | Hitnotering: 16-02-1974 t/m 30-03-1974 | Hitnotering: 16-02-1974 t/m 30-03-1974 | Hitnotering: 16-02-1974 t/m 30-03-1974 | Hitnotering: 16-02-1974 t/m 30-03-1974 | Hitnotering: 16-02-1974 t/m 30-03-1974 |
| Week:                                  | 1                                      | 2                                      | 3                                      | 4                                      | 5                                      | 6                                      | 7                                      |                                        |
| -------------------------------------- | -------------------------------------- | -------------------------------------- | -------------------------------------- | -------------------------------------- | -------------------------------------- | -------------------------------------- | -------------------------------------- | -------------------------------------- |
| Positie:                               | 19                                     | 14                                     | 22                                     | 11                                     | 15                                     | 12                                     | 23                                     | uit                                    |

### NPO Radio 2 Top 2000
| Nummer met noteringen in de NPO Radio 2 Top 2000 | '99 | '00 | '01 | '02 | '03 | '04 | '05 | '06 | '07 | '08 | '09 | '10 | '11 | '12 | '13 | '14 | '15 | '16 | '17 | '18 | '19 | '20 | '21 | '22 | '23 | '24  |
| ------------------------------------------------ | --- | --- | --- | --- | --- | --- | --- | --- | --- | --- | --- | --- | --- | --- | --- | --- | --- | --- | --- | --- | --- | --- | --- | --- | --- | ---- |
| Jailhouse Rock                                   | 247 | 352 | 560 | 475 | 466 | 540 | 474 | 528 | 594 | 517 | 507 | 634 | 640 | 553 | 675 | 786 | 740 | 760 | 649 | 572 | 661 | 647 | 734 | 670 | 759 | 1062 |

1. ↑  Een vetgedrukt getal geeft de hoogste notering aan.